# Пифко, Кара
Кара Пифко (англ. Cara Pifko; 15 марта 1976, Торонто, Онтарио, Канада) — канадская актриса. Получила известность благодаря роли Пейдж Новик в сериале «Лучше звоните Солу» и Лесли в фильме «Первому игроку приготовиться», а также по озвучиванию Келли Чемберс в играх из серии «Mass Effect».

## Биография
Родилась и выросла в Торонто, Канада, окончила Национальную театральную школу Канады.
Начала сниматься на телевидении в начале 1990-х. В 2005 получила премию «Джемини». Играла роль жены главного героя в фильме ужасов «Одержимость Майкла Кинга», подарила свой голос персонажу игр Mass Effect 2 и Mass Effect 3 секретаря Келли Чемберс, играла второстепенную роль Пейж Новик в сериале «Лучше звоните Солу». Появилась в небольшой роли Лесли в фильме «Первому игроку приготовиться» режиссёра Стивена Спилберга.

## Личная жизнь
С 2004 года замужем за Гаретом Беннеттом (англ. Gareth Bennett).

## Фильмография
| Год       |     | Русское название                        | Оригинальное название                     | Роль                           |
| --------- | --- | --------------------------------------- | ----------------------------------------- | ------------------------------ |
| 1993      | с   | Боишься ли ты темноты?                  | Are You Afraid of the Dark?               | Мэрайя                         |
| 1993      | ф   | Обыкновенное волшебство                 | Ordinary Magic                            | Люси                           |
| 1994      | тф  | Простительное убийство                  | Incident in a Small Town                  | Нэнси                          |
| 1996      | с   | Дорога в Эйвонли                        | Road to Avonlea                           | Мейвис Притчард                |
| 1997      | тф  | Третий близнец                          | The Third Twin                            | болтливая студентка            |
| 2000      | кор | Кибермир                                | CyberWorld                                | Компьютер (озвучивание)        |
| 2001      | тф  | Жизнь с Джуди Гарлэнд                   | Life with Judy Garland: Me and My Shadows | Дороти Вирджиния (Джимми) Гамм |
| 2002      | кор | Интервью с моей будущей подругой        | Interviews with My Next Girlfriend        | девушка с пирсингом            |
| 2002      | тф  | История Роберта Ханссена                | Master Spy: The Robert Hanssen Story      | Джейн Ханссен                  |
| 2003      | с   | Отдел мокрых дел                        | Blue Murder                               | Эллисон Барроу                 |
| 2006      | с   | C.S.I.: Место преступления Майами       | CSI: Miami                                | Донна Хикс                     |
| 2007      | с   | Без следа                               | Without a Trace                           | Нора Мэннинг                   |
| 2009      | с   | Главный госпиталь                       | General Hospital                          | Луиза Эддисон                  |
| 2011      | с   | Горячая точка                           | Flashpoint                                | Керри МакКормик                |
| 2012      | с   | Касл                                    | Castle                                    | Роберта Кембридж               |
| 2012      | с   | C.S.I.: Место преступления Нью-Йорк     | CSI: NY                                   | Рэйчел Мур                     |
| 2013      | с   | Понедельник утром                       | Monday Mornings                           | Бет Хостетлер                  |
| 2014      | ф   | Одержимость Майкла Кинга                | The Possession of Michael King            | Саманта Кинг                   |
| 2015      | ф   | Паранормальное явление 5: Призраки в 3D | Paranormal Activity: The Ghost Dimension  | Лора                           |
| 2016—2020 | с   | Лучше звоните Солу                      | Better Call Saul                          | Пейдж Новик                    |
| 2016      | с   | Роузвуд                                 | Rosewood                                  | Барбара Гейнс                  |
| 2018      | с   | Фостеры                                 | The Fosters                               | Натали                         |
| 2018      | ф   | Первому игроку приготовиться            | Ready Player One                          | Лесли                          |
| 2021      | мс  | Звёздные войны: Бракованная партия      | Star Wars: The Bad Batch                  | Суу (озвучивание)              |